# 七堵 (大字)
七堵，是基隆市七堵區的主聚落及附近地區，位於該區東部偏南。

## 歷史
台灣清治末期至日治前期，七堵地區為一街庄，稱為「七堵庄」，隸屬於石碇堡。該庄西北與瑪陵坑庄為鄰，北與鶯歌石庄為鄰，東北及東與八堵庄為鄰，南邊為草濫庄，西南邊為六堵庄。
1901年（日治明治三十四年）11月，該庄隸屬於基隆廳，編入第十八區。1905年（明治三十八年）7月，第十八區改名「五堵區」。1920年（大正九年），該庄改制為「七堵」大字，隸屬於臺北州基隆郡七堵庄，大字下有「七堵」、「連柑宅」小字名。
戰後七堵庄改制為七堵鄉，隸屬於臺北縣，大字亦改制為村。1947年1月，七堵鄉劃歸基隆市，並改稱七堵區，村改制為里。1949年2月，暖暖、七堵分治，本地區仍屬七堵區。

## 交通
台鐵縱貫線大致以東北－西南走向經過七堵地區，並設有七堵車站，是西部幹線高級對號快車的主要起點站和終點站，站區包括七堵調車場。
國道1號經過七堵地區西北部，在境內未設交流道，最近的出入口匝道在五堵、八堵。省道台62線即東西向快速公路－萬里瑞濱線，在本地區大致與國道1號平行，於西北部瑪陵坑交界地帶設有七堵二交流道，但僅有西出（大華二路）東入（俊賢路），用於快速往來本地區與瑞芳濱海地區之間。省道台5線經過本地區中部，往東可前往基隆市區，往西可前往汐止、南港、台北市區。

## 學校
- 基隆商工
- 明德國中
- 七堵國小
- 長興國小

## 公園
- 七堵鐵道紀念公園